# Joseph Bodin de Boismortier

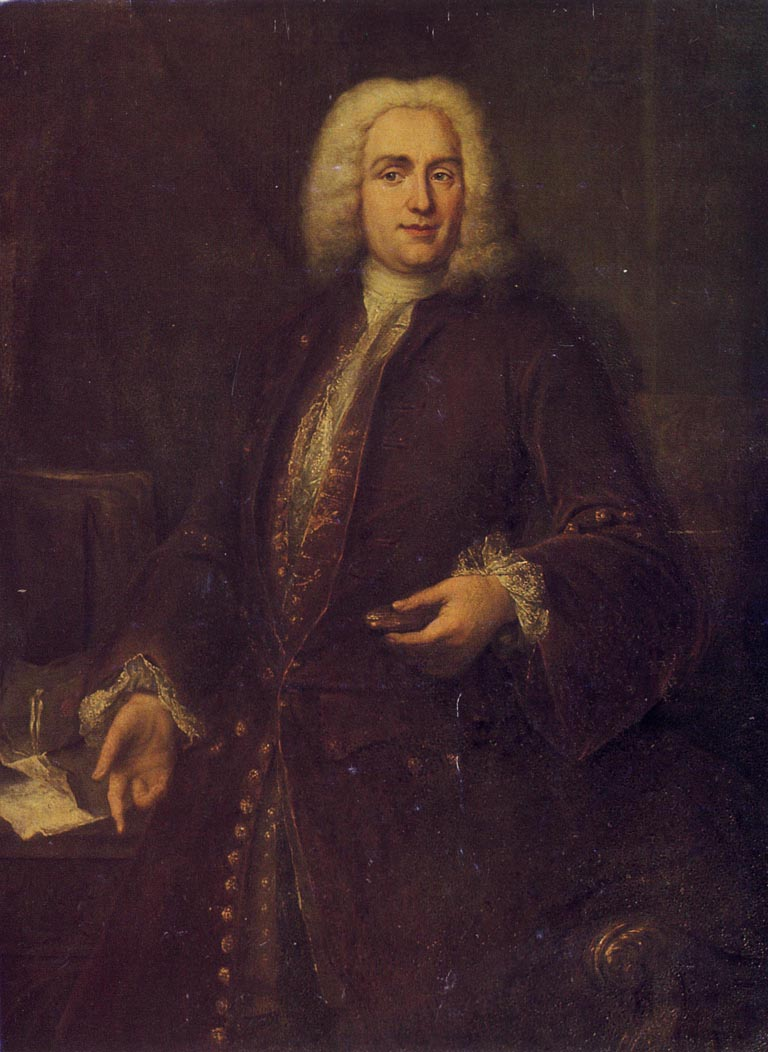
Joseph Bodin de Boismortier

Joseph Bodin de Boismortier (Thionville, 23 december 1689 – Roissy-en-Brie, 28 oktober 1755) was een Frans barokke componist van instrumentale muziek, cantates, operaballetten en vocale muziek. Boismortier was een van de eerste componisten die niet bij iemand in dienst was. Hij verwierf een koninklijke licentie om drukplaten met muziek erop te mogen maken en die af te drukken. Hij verdiende veel geld met de verkoop van  bladmuziek met zijn eigen composities.

## Biografie
De familie Boismortier verhuisde van Thionville (in Moselle) naar de stad Metz waar hij muziekonderwijs volgde bij Joseph Valette de Montigny, een bekende componist van motetten. De familie Boismortier volgde Montigny en ze verhuisden naar Perpignan in 1713, waar Boismortier werk vond bij de Koninklijke Tabakscontrole. Boismortier trouwde met Marie Valette, de dochter van een rijke goudsmid en familie van zijn leraar Montigny.
Boismortier begon met het uitgeven van muziek wat zijn reputatie deed groeien in Parijs. In 1724 verhuisden Boismortier en zijn vrouw naar Parijs waar hij zijn wonderbaarlijke muziekcarrière begon. Hij schreef voor vele instrumenten en stemmen. Zijn eerste werken verschenen in Parijs in 1724. Boismortier was een productief componist en in 1749 had hij meer dan 100 werken voor verschillende stemmen en instrumentale combinaties geschreven. Zijn muziek, vooral de vocale muziek, was extreem populair, en hij werd rijk zonder het gebruik van hulpen bij het schrijven van de muziek.
Boismortier was de eerste Franse componist die de Italiaanse concerto-vorm gebruikte. Hij schreef ook het eerste Franse soloconcert voor verschillende muziekinstrumenten (de cello, viool en bas) in 1729. Veel van zijn muziek is voor de fluit, waar hij ook een boek met speeltechnieken voor schreef (hedendaags verloren gegaan). Een van zijn vooraanstaande stukken wordt nog vaak voorgedragen, Deuxieme Serenade ou Simphonie. De violist en componist Jean-Marie Leclair (1697 - 1764) verrijkte zowel solo- als triogenres met charme, maar desondanks met minder diepzinnigheid. Boismortier en de componist Rameau leefden tijdens de Rococo-periode van Louis XV, maar hielden beiden vast aan de Franse traditie van schoonheid en geraffineerdheid, waar iedereen zo van hield, in de muziekstukken.

## Anderen over Boismortier
De muziektheoreticus Jean-Benjamin de la Borde schreef in zijn Essai sur la musique ancienne et moderne (Essay over oude en moderne muziek) in 1780 over Boismortier: "Bienheureux Boismortier, dont la fertile plume peut tous les mois, sans peine, enfanter un volume". ("Gelukkige Boismortier, wiens rijke pen elke maand geboorte zonder pijn kan geven aan een nieuw muziekstuk".)
Critici zeggen dat Boismortier simpel had geantwoord: "Ik verdien geld". 

## Voornaamste werken
- Les Quatre Saisons, cantates (1724)
- Les Voyages de l'Amour, opera ballet (1736)
- Don Quichotte chez la duchesse, komisch ballet (1743)
- Daphnis et Chloé, opera ballet (1747)
- Cinquante-neuvieme Oeuvre de M.Boismortier, Contenant Quatre Suites de Pieces de Clavecin voor klavecimbel
- Daphné (1748)
- Les Quatre Parties du Monde (1752)
- Les Gentillesses, cantatilles (korte cantates)
- Verscheidene concerti en sonates

## CD's met muziekwerken van Boismortier
- Ballets de Villages (2000) uitgevoerd door Le Concert Spirituel onder leiding van Hervé Niquet (Naxos 554295)
- Sonates à deux flûtes traversières sans basse (2001) gespeeld door Stéphan Perreau en Benjamin Gaspon (Pierre Verany PV 700023)
- Sonates voor fluit en klavecimbel, op. 91 (1994) gespeeld door Rebecca Stuhr-Rommereim en Jhon Stuhr-Rommereim (Centaur CRC 2265)
- Les Maisons de Plaisance (1999) gespeeld door Wieland Kuijken en Sigiswald Kuijken (Accent ACC 99132 D)
- Daphnis & Chloe (2002) uitgevoerd door Le Concert Spirituel onder leiding van Hervé Niquet (Glossa GCD 921605)
- Sonates Pour Basses (2005) uitgevoerd door Le Concert Spirituel onder leiding van Hervé Niquet (Glossa GCD 921609)
- Franse muziek voor twee klavecimbels  (2000) gespeeld door Hervé Niquet en Luc Beauséjour (Analekta 23079)
- Les Voyages de l'Amour (2020) uitgevoerd door Orfeo Orchestra en Purcell Choir onder leiding van György Vashegyi (Glossa GCD924009)

- Bibsys: 1027254
- Biblioteca Nacional de España: XX1535599
- Bibliothèque nationale de France: cb147851064 (data)
- Catàleg d'autoritats de noms i títols de Catalunya: 981058509760306706
- CiNii: DA05612015
- Gemeinsame Normdatei: 120733684
- International Standard Name Identifier: 0000 0001 1804 6005
- Library of Congress Control Number: n80073695
- Nationale Bibliotheek van Letland: 000241664
- MusicBrainz: 2fe9ec68-126e-4aed-bc9c-d29bb17476dc
- Bibliotheek van het Japanse parlement: 01052685
- Nationale Bibliotheek van Tsjechië: jn20000600929
- Nationale Bibliotheek van Israël: 987007282696005171
- Nederlandse Thesaurus van Auteursnamen: 073725498
- SNAC: w6sr0kn3
- Système universitaire de documentation: 035550783
- Trove: 908618
- Virtual International Authority File: 44565202
- WorldCat: E39PBJymvbFMB37JYKgFcv78md